# Masahiko Kumagai
Masahiko Kumagai (熊谷 雅彦 Kumagai Masahiko?, nacido el 23 de noviembre de 1975 en Kanagawa) es un exfutbolista japonés. Jugaba de centrocampista y su último club fue el Roasso Kumamoto de Japón.

## Trayectoria

### Clubes
| Club                 | País  | Año         |
| -------------------- | ----- | ----------- |
| Kashiwa Reysol       | Japón | 1998 - 1999 |
| Sagawa Express Tokyo | Japón | 2000 - 2005 |
| Roasso Kumamoto      | Japón | 2005 - 2008 |

## Palmarés

### Títulos nacionales
| Título         | Club           | País  | Año  |
| -------------- | -------------- | ----- | ---- |
| Copa J. League | Kashiwa Reysol | Japón | 1999 |